# Alois Kayser
Alois Kayser (* 29. März 1877 in Lupstein, Elsass; † 21. Oktober 1944 in Tarik, Truk, Mikronesien) war ein elsässischer Missionar in Nauru.

## Leben
Er kam 1904 auf die Insel und ließ sich in Ibwenape, einem Stück Land im heutigen Meneng, nieder. Durch Alois Kayser nahm die Verbreitung des katholischen Glaubens auf Nauru einen großen Aufschwung. Er stand dabei in Konkurrenz zu dem protestantischen Missionar auf Nauru, Philip Delaporte.
Kayser wurde nach Nauru geschickt, um den bisher wenig erfolgreichen katholischen Priester Friedrich Gründl zu unterstützen. Nach Ausbruch des Ersten Weltkriegs wurde er aus Nauru ausgewiesen. Im Jahre 1921 kehrte er mit französischem Pass auf die Insel zurück, wo er zunächst ganz allein auf sich gestellt war. Man nannte ihn den „Einsiedler von Nauru“. Erst 1928 bekam er Hilfe durch den australischen Herz-Jesu-Missionar Pater Thomas O’Brien. Unter ihm kamen 1936 wieder Ordensschwestern auf die Insel. Es waren Töchter Unserer Lieben Frau vom heiligsten Herzen Jesu (FNDS). Noch heute dienen ihre jetzt aus der Republik Kiribati stammenden Mitschwestern nicht nur der katholischen Pfarrgemeinde, sondern allen, die sich um Rat und Hilfe an sie wenden.
1943 durften er und sein jüngerer Mitbruder Pierre Clivaz die von den Japanern nach Truk (heute Chuuk) in Mikronesien deportierten Nauruer begleiten. Dort starb Kayser am 21. Oktober 1944 in japanischer Gefangenschaft, nachdem er sechs Wochen zuvor wie Clivaz wegen Spionageanschuldigungen inhaftiert worden war.
Alois Kayser hat neben seiner Missionstätigkeit auch eine nauruische Grammatik herausgegeben und arbeitete an einem nauruischen Wörterbuch, welches jedoch verschollen ist. Noch heute erinnert das nach ihm benannte Kayser College an sein Wirken auf Nauru.

## Werke
- Buch It Dedaro (1915); Mission Katholik, Nauru
- Nuwawit testament obuä me Nuwawit testament etimeduw (1915); Biblische Geschichte von Dr. J. Schuster, von Kayser ins Nauruische übersetzt; Westfälische Vereinsdruckerei, Münster
- Die Eingeborenen von Nauru (Südsee). Eine kritische Studie (1917/1918); Anthropos XII/XII: 313/337
- Spiel und Sport auf Naoero (1921–1924); Anthropos XIV/XVII: 681/711 und XVIII/XIX: 297/328
- Catechismus Nea Panän Nuwawit Kereri Nea Catholic. E gadauw eow itürin (1925); William Brooks & Co., Sydney
- Der Pandanus auf Nauru (1934); Anthropos XXIX: 775/791
- Book It Detaro (1934); Halstead Printing, Sydney
- Die Fischerei auf Nauru (1936); Mitteilungen der Anthropologischen Gesellschaft in Wien. LXVI: 92/149
- Nauru Grammar (1936); durch die deutsche Botschaft in Canberra 1993 neu aufgelegt. ISBN 0-646-12854-X